# ترپین (ناحیه سویتاوی)
ترپین (به چکی: Trpín) یک منطقهٔ مسکونی در جمهوری چک است که در ناحیه سویتاوی واقع شده‌است. ترپین ۴۲۶ نفر جمعیت دارد.